# Whitney Jennings Oates
Whitney Jennings Oates (* 26. März 1904 in Evanston, Illinois; † 14. Oktober 1973 in Sarasota, Florida) war ein US-amerikanischer Klassischer Philologe.

## Leben
Whitney Jennings Oates studierte an der Princeton University (B.A 1926, M.A. 1927), mit der er als Student und Dozent fast 50 Jahre lang verbunden war. Er arbeitete zunächst als Instructor und promovierte 1931 mit einer Studie über den Einfluss des griechischen Dichters Simonides von Keos auf den römischen Dichter Horaz. Während des Zweiten Weltkriegs diente er beim United States Marine Corps im Pazifikkrieg.
Nach seiner Rückkehr wurde er 1945 zum Vorsitzenden des Classics Department und gleichzeitig zum Leiter des geisteswissenschaftlichen Förderungsprogramms (Special Program in Humanities). Er entwarf ein Konzept zur verstärkten Einbeziehung von Kriegsheimkehrern in die akademische Lehre, aus dem sich 1957 das Woodrow Wilson Fellowship Program entwickelte. Für sein Engagement erhielt er die Ehrendoktorwürden des Rockford College (1961), der Brown University (1961), des Middlebury College (1964) und der Washington and Lee University (1967).
In der Nachkriegszeit wurde Oates auch zum Ewing Professor of Greek Language and Literature ernannt (1946–1973), gleichzeitig zum Andrew Fleming West Professor of Classics (1949–1962) und zum Avalon Professor of Humanities (1962–1970). Als akademischer Lehrer war Oates sehr beliebt. Bei den jährlichen Umfragen unter Studenten wurde er häufig zum „favorite lecturer and preceptor“ ernannt.
Neben seiner erfolgreichen Lehrtätigkeit und Arbeit in wissenschaftlichen Organisationen trieb Oates seine fachwissenschaftliche Forschungsarbeit voran. Er beschäftigte sich besonders mit griechischer Philosophie und Tragödie.